# いわみざわ公園
いわみざわ公園（いわみざわこうえん）は、北海道岩見沢市にある公園。

## 概要
市内南東部の丘陵地帯にあり、遊園地、スキー場、博物館（科学館）、バラ園（植物園）、キャンプ場などがあり、四季を通して楽しむことができる大規模公園になっている。

## 歴史
公園周辺では4～6千年前の縄文時代の土器・石器・黒曜石鏃などの遺物が発掘されており、集落地であることが立証され「冷水遺跡」と呼ばれていた。1894年（明治27年）には坊主山（現在の大観覧車付近）に志文神社が祭祀し、1917年（大正6年）に志文本町に移転合祀した。また、明治30年代後半には競馬場（1周600m）があり、現在のスキー場付近には1919年（大正8年）に射撃場（射撃距離最大300m）が完成し、在郷軍人はじめ一般にも開放していた。
- 1969年（昭和44年）：北海道縦貫自動車道の路線決定に合わせ、観光客誘致と周辺の乱開発防止を目的とした「グリーンカントリー構想」が発足[4]。
- 1971年（昭和46年）：冷水山山頂に「ホテル万景閣」開業[5]、標高153mに位置し鉄骨木造4階建てで温泉や展望室を備えた[6]。同年には万景閣スキー場を開業。
- 1972年（昭和47年）
  - 5月︰プロジェクトチームが「利根別自然休養林及びその周辺の開発」計画を報告[2]。
  - 11月︰岩見沢振興公社が公園用地確保を承認[2]。
- 1973年（昭和48年）用地取得業務を岩見沢振興公社から岩見沢土地開発公社に移管[2]。
- 1975年（昭和50年）
  - 道央自動車道建設に際し、日本考古学協会による冷水遺跡採掘調査を実施。
  - 12月︰公園建設予定地の未転用農地48.8万平米の買収違反で岩見沢振興公社幹部が送検、その後地権者との貸付金返還協定締結や事務状況を報告し不起訴となる[2]。
- 1976年（昭和51年）︰公園名を「いわみざわ公園」に決定[2]。
- 1977年（昭和52年）：基本計画策定、用地買収着手[4]。
- 1978年（昭和53年）：造成工事着工。桜の苗木3000本を植樹、翌年には更に2000本を植樹[4]。
- 1979年（昭和54年）4月1日︰さくらの名所造成[2]。
- 1980年（昭和55年）：公園建設着手[2]。岩見沢市教育委員会が冷水遺跡発掘調査実施、縄文前期の土器・石器約一万点が出土[4]。
- 1981年（昭和56年）：冒険の河・冒険の谷完成[4]。
- 1983年（昭和58年）：岩見沢市と三井鉱山傘下のグリーンランドが遊園地建設の覚書に調印[4]。
- 1984年（昭和59年）：遊園地工事着工[4]。
- 1986年（昭和61年）：『北海道21世紀博覧会』を開催[7]、三井グリーンランド（現在の北海道グリーンランド）が博覧会の遊園地施設として開業[8]。グリーンランドがホテル万景閣を買収・改装し「岩見沢観光ホテル」として再開業[9]。
- 1987年（昭和62年）：緑のセンターオープン（9月1日）。西安動物園といわみざわ公園が友好交流協議書調印[10]。
- 1989年（平成元年）：バラ園整備開始。
- 1991年（平成03年）：キャンプ場完成[11]。
- 1992年（平成04年）：岩見沢郷土科学館開館。
- 1994年（平成06年）：バラ園オープン[12]。
- 1998年（平成10年）：岩見沢観光ホテル閉館[6]。
- 2000年（平成12年）：レストハウス「ハマナスの丘」オープン[11]。
- 2001年（平成13年）：野外音楽堂 キタオンがオープン[10]。
- 2002年（平成14年）：室内公園 色彩館がオープン[11]。
- 2004年（平成16年）：見晴台完成[11]。
- 2006年（平成18年）：旧岩見沢観光ホテル解体[6]。パークゴルフ場 ローズパークがオープン[11]。
- 2007年（平成19年）：空知リゾートシティが指定管理受託（4月）、オートキャンプ場完成（7月1日）をもって整備を終了[11]。
- 2010年（平成22年）：『JOIN ALIVE』初開催。
- 2012年（平成24年）：『情熱大陸SPECIAL LIVE SUMMER TIME BONANZA』北海道公演初開催。
- 2013年（平成25年）：色彩館の大温室リニューアル。バラ園リニューアル[12]。『第22回ばら制定都市会議』（ばらサミット）開催[13]。
- 2014年（平成26年）：レストハウス内のレストランがリニューアル。
- 2016年（平成28年）4月：レストハウス内のレストランに薪窯を新設、リニューアルオープン

## 施設
北海道グリーンランド
いわみざわ公園野外音楽堂
通称キタオン。管理は特定非営利活動法人（NPO法人）はまなすアート&ミュージック・プロダクション。最大20,000人が収容できる日本国内有数となる野外ステージの音楽堂（敷地25,583 m2・建物752.62 m2・ステージ339.53 m2・間口26 m・奥行き16 m）。
岩見沢郷土科学館
室内公園 色彩館
一年を通じて花木や芝生を楽しむことができる温室や緑の相談コーナーがあり、園芸講座やミニコンサートなどのイベントを開催している。
バラ園
約40,000 m2の敷地にバラやハマナス、岩見沢市オリジナルのバラ（スカーレットイワミザワ）など630種約8,800株を植栽しており、6月中旬から10月中旬頃まで楽しむことができる。バラ園に隣接して宿根草ガーデン、レストラン（PIZZERIA Lucci）、カフェ、売店もある。
花と緑の供給センター 花木園
一年生植物のベゴニア、サルビア、ペチュニア、ゼラニウム、マリーゴールド、パンジー、ビオラなどの花苗を栽培して公園や町内会に配布している。また、バラ園や色彩館で使用する花苗生産、挿し木によるバラの自根苗生産、落ち葉堆肥などの堆肥化やマルチング用のウッドチップ生産といったリサイクル事業も行っている。
見晴台
ユニバーサルデザインを採り入れており、最上段（標高142.6 m）まで車いすで移動できる。
パークゴルフ場 ローズパーク
利用期間：4月下旬から11月中旬
敷地面積：約10 ha
コース：6コース（A～Fコース）・総距離2,746 m 日本パークゴルフ協会公認コース
ホール数：54ホール・パー198
キャンプ場
利用期間：4月下旬から11月上旬
一般サイト22ヶ所・オートサイト20ヶ所
管理棟、炊事場、トイレ・シャワー室
トリムコース（アスレチック遊具）
冒険の谷・冒険の河の2つのコースからなる。バーベキュー広場には野外炉が10基ある。
小動物ふれあい広場
芝生広場は家族連れや学校行事に利用しているほか、小動物や鳥などを間近に見ることができる小屋がある。

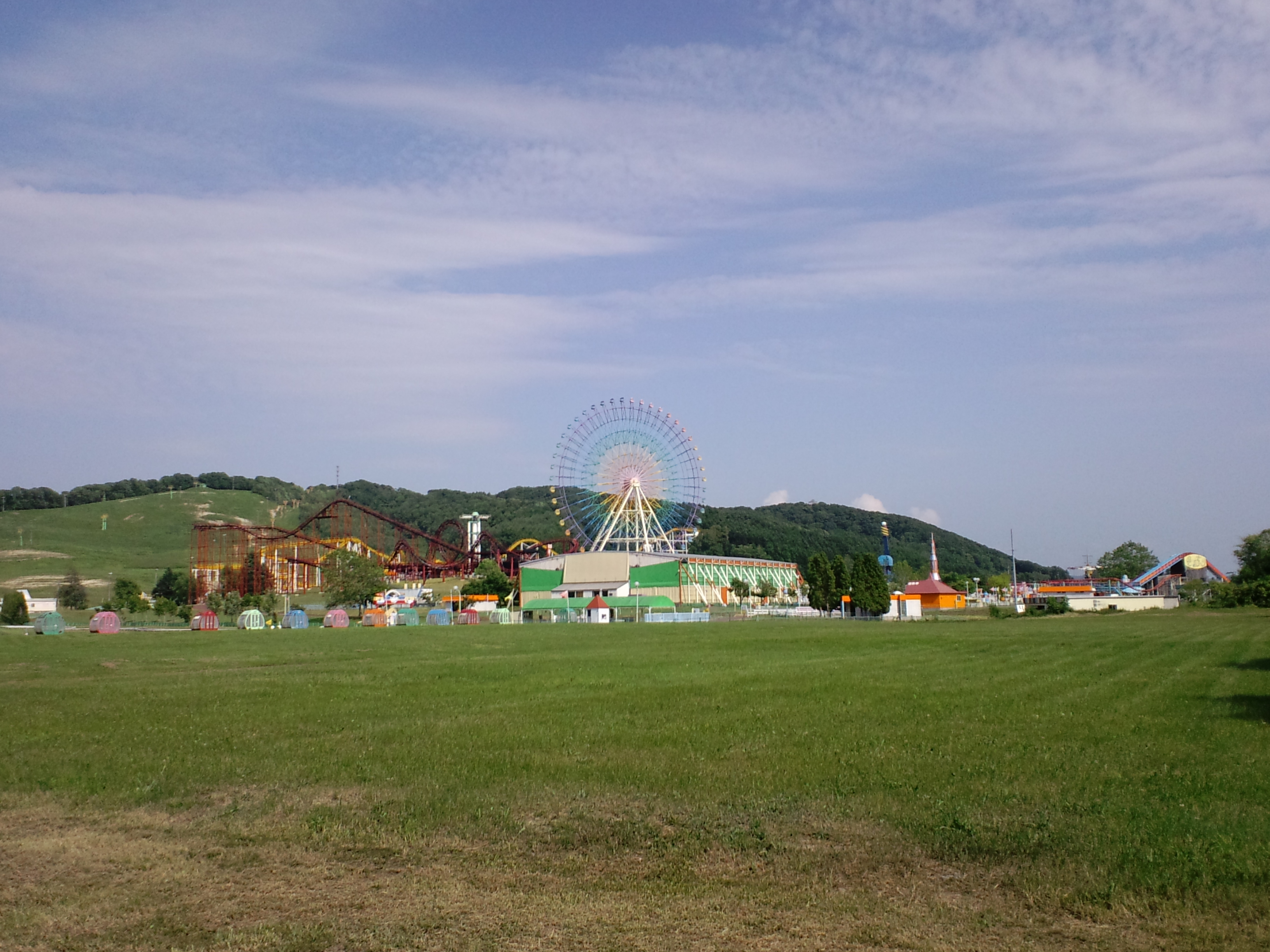
北海道グリーンランド（2013年7月）
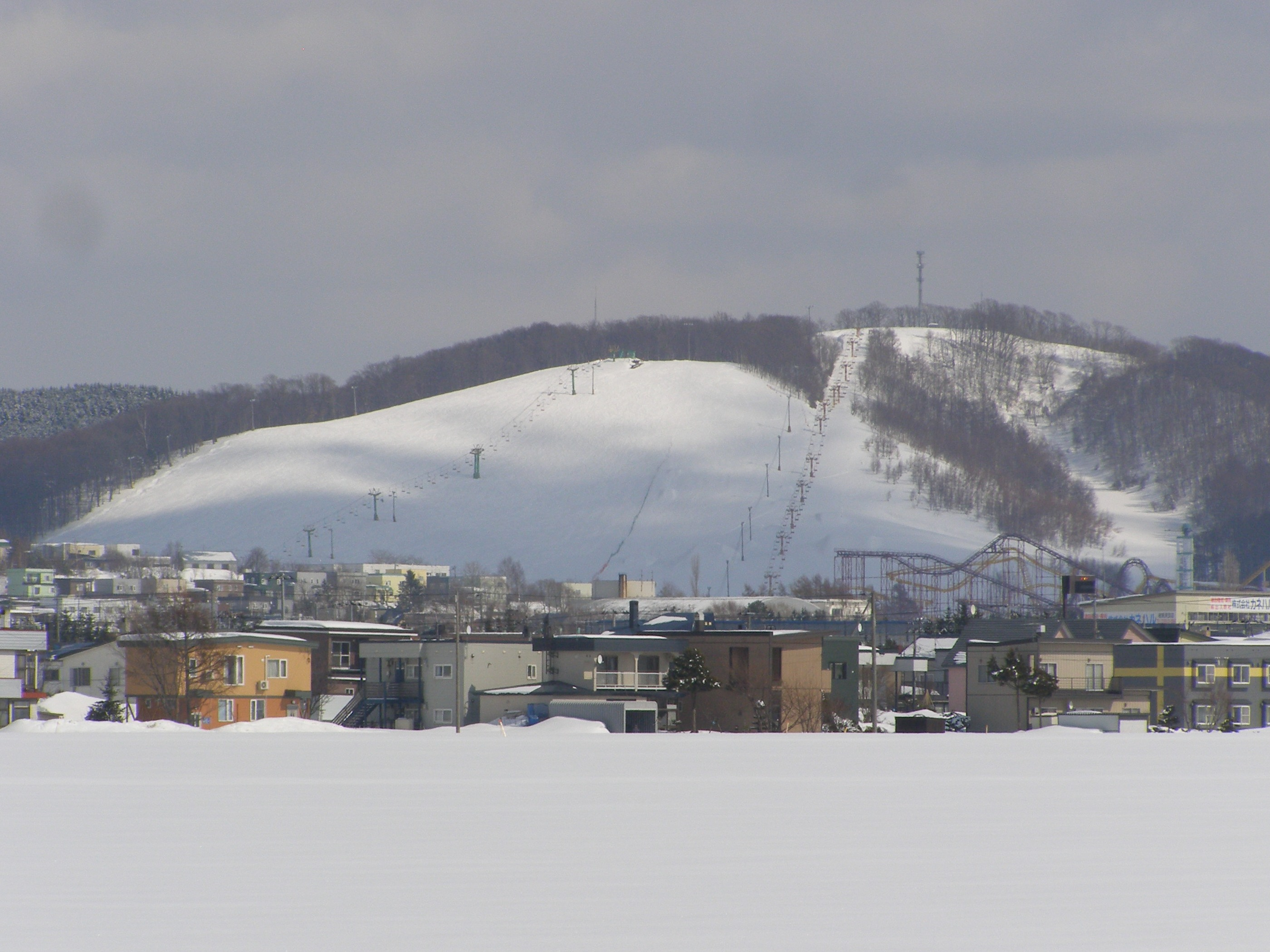
北海道グリーンランドホワイトパーク（2011年3月）
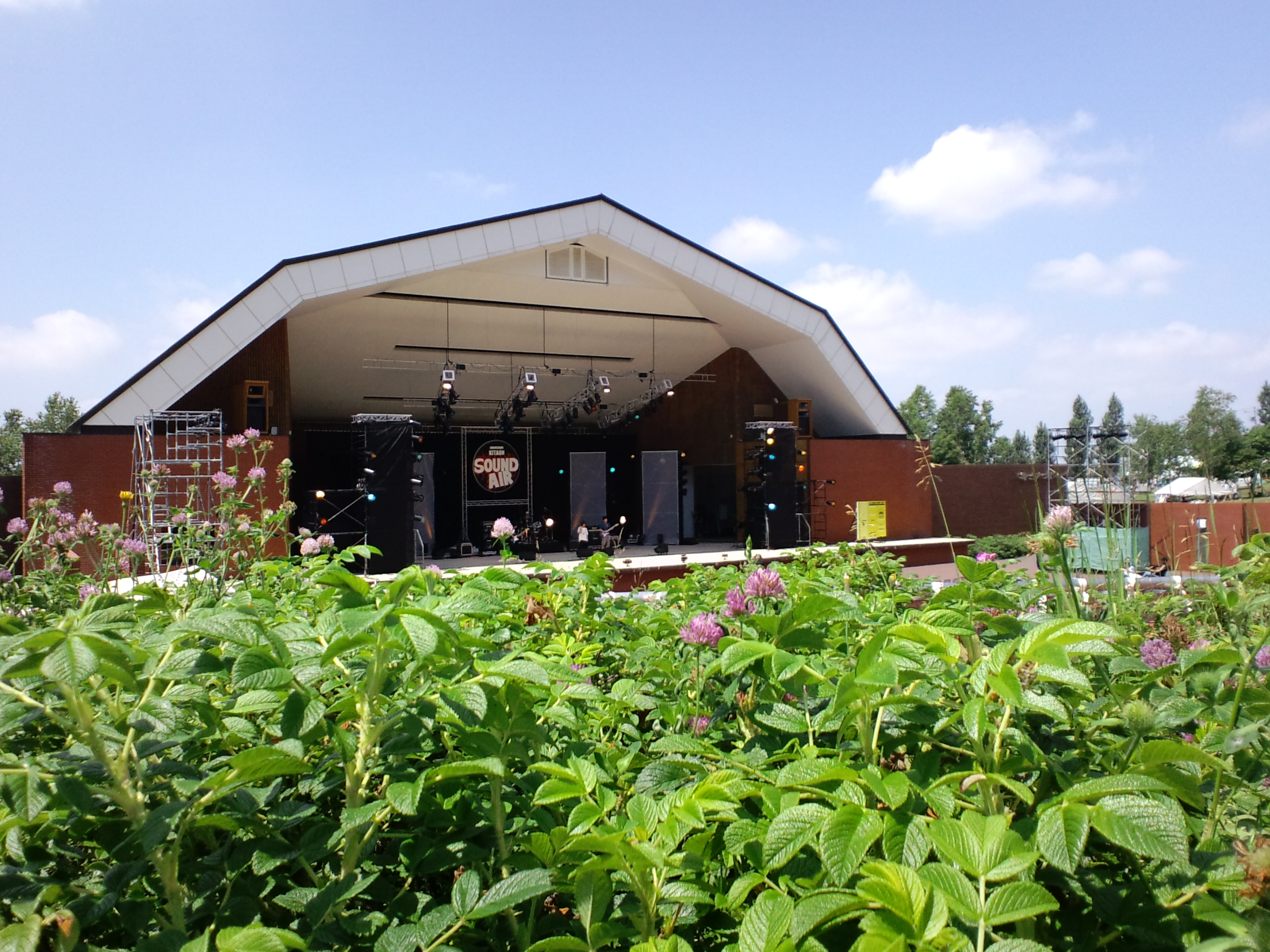
野外音楽堂 キタオン（2013年7月）
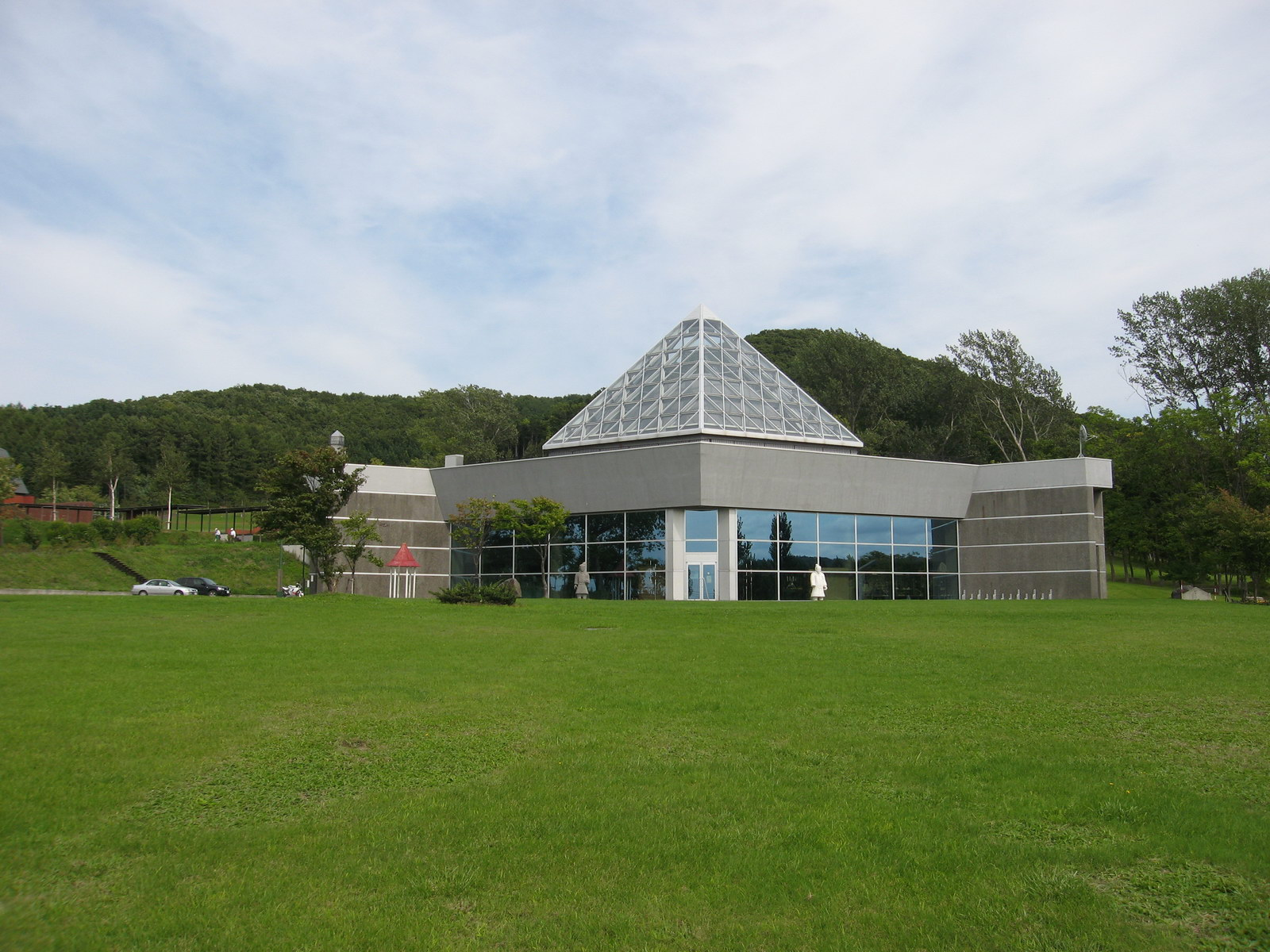
岩見沢郷土科学館（2007年9月）
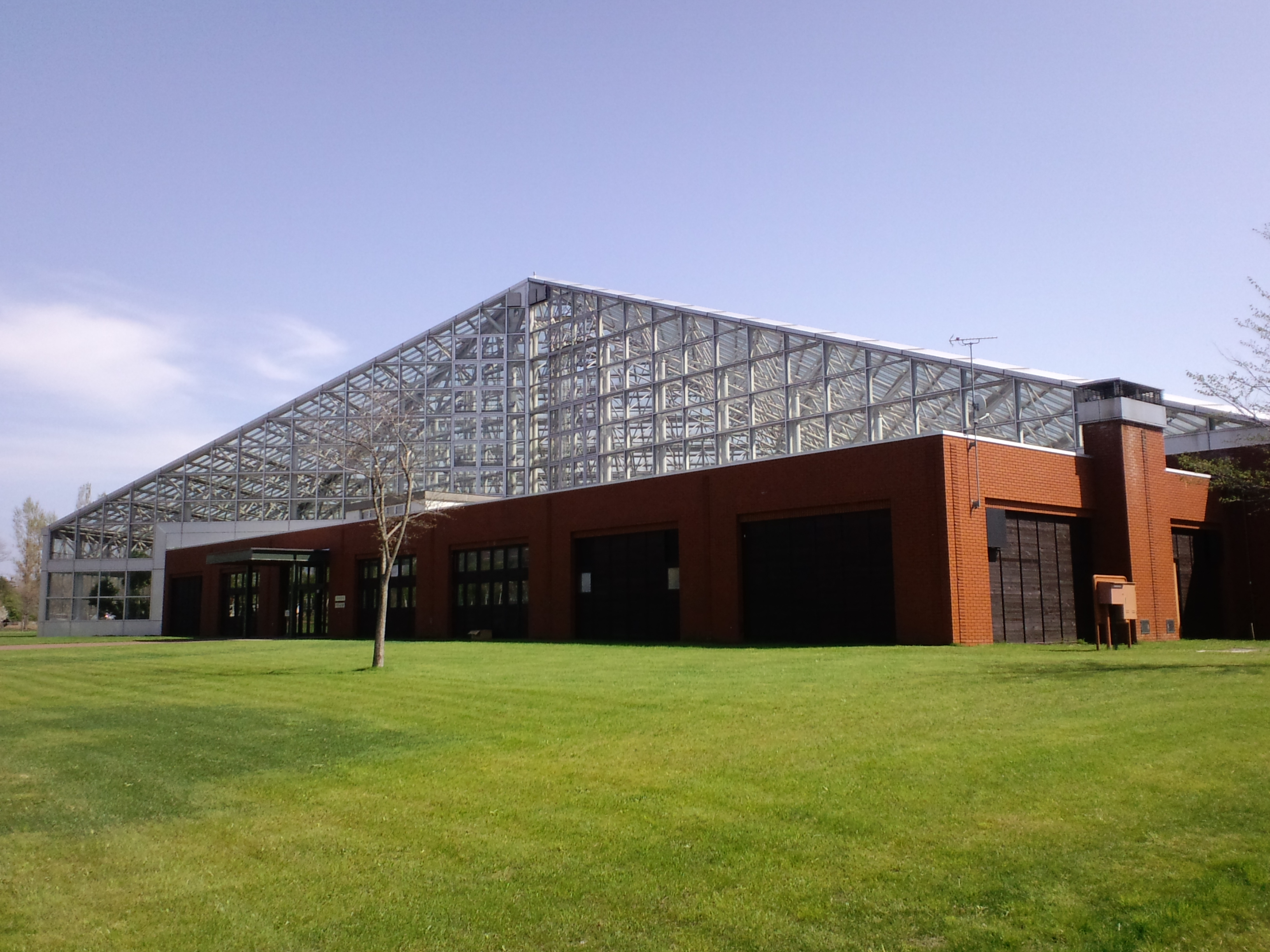
室内公園 色彩館（2013年5月）
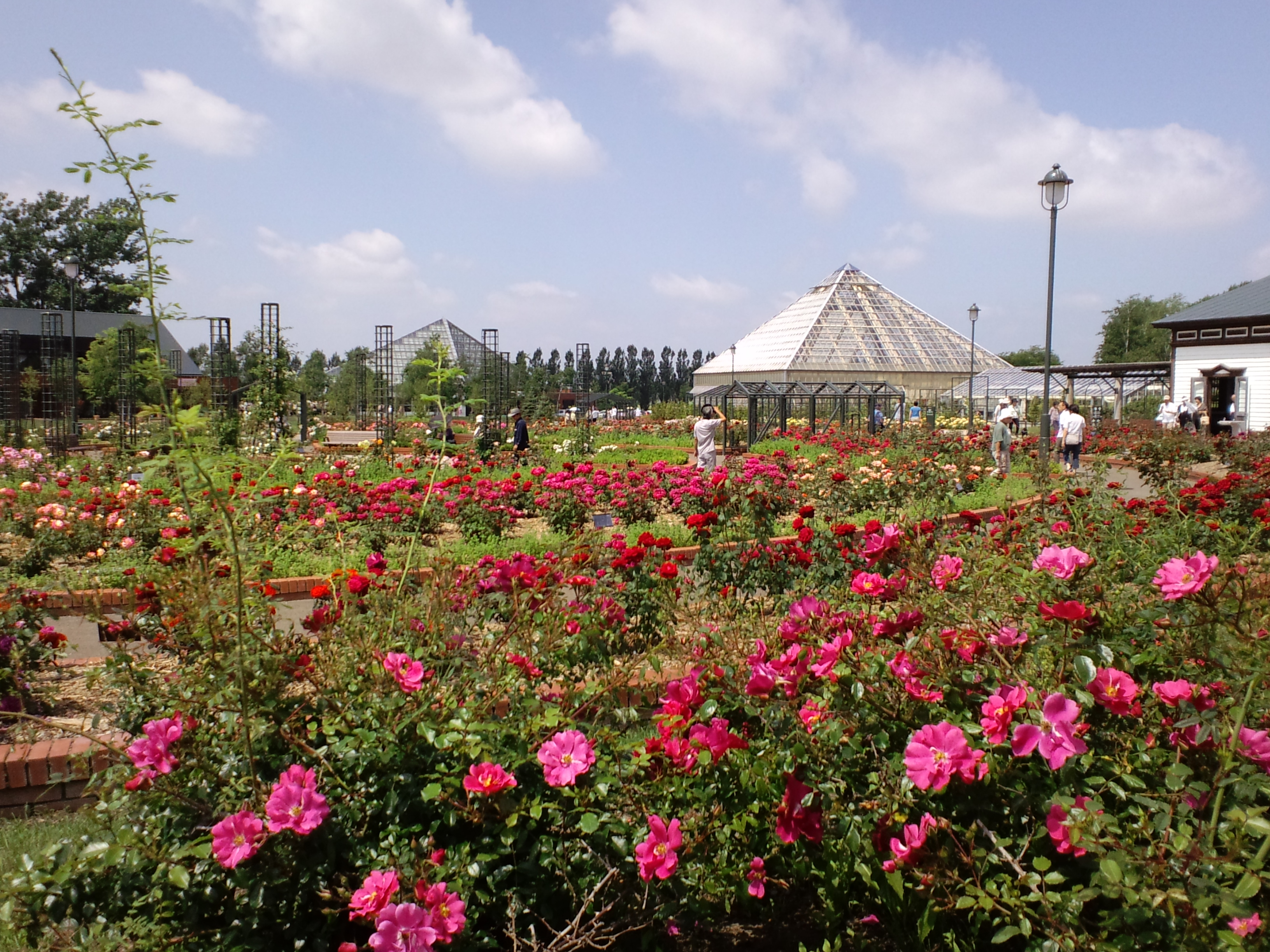
バラ園（2013年7月）
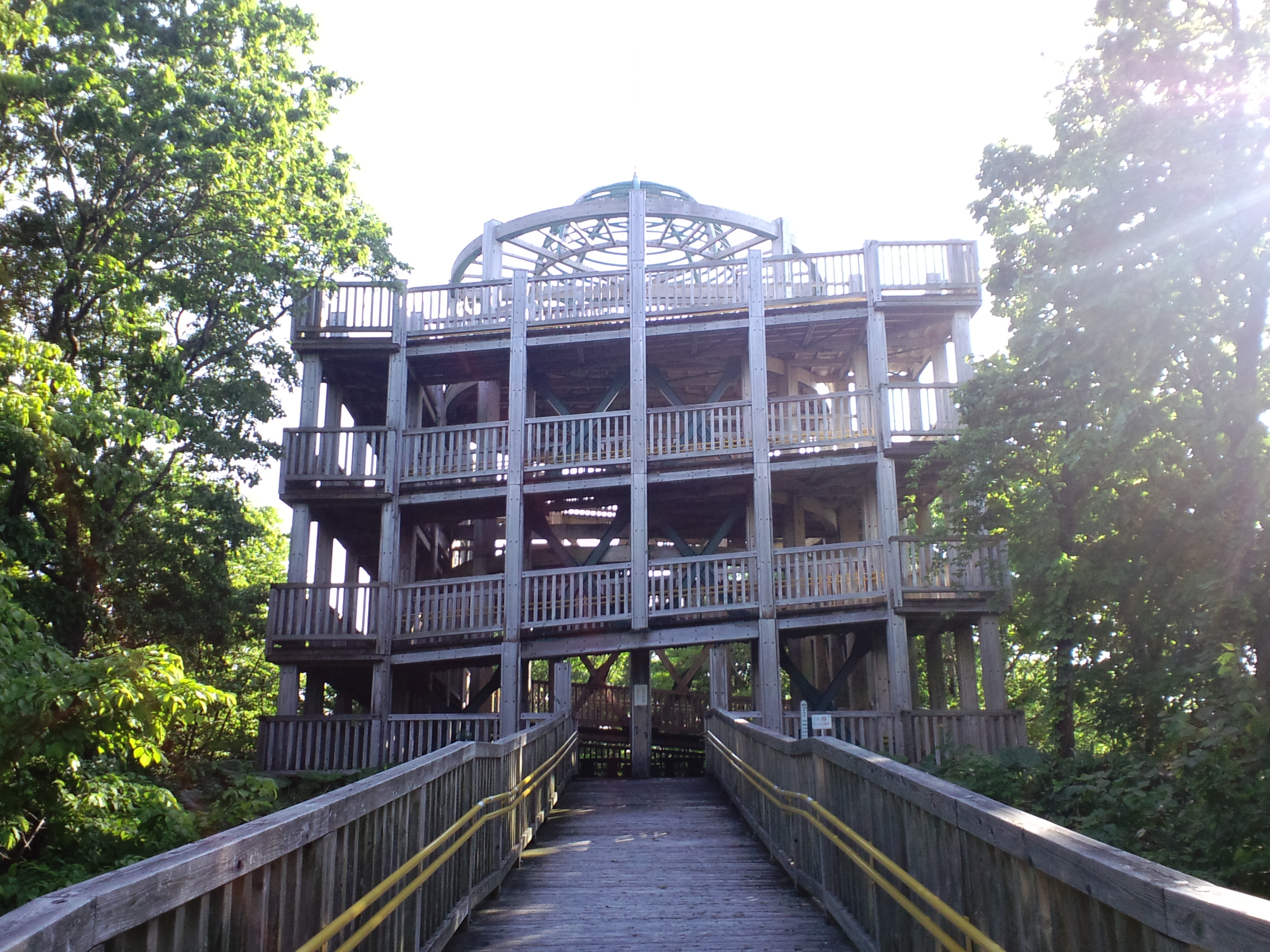
見晴台（2013年6月）
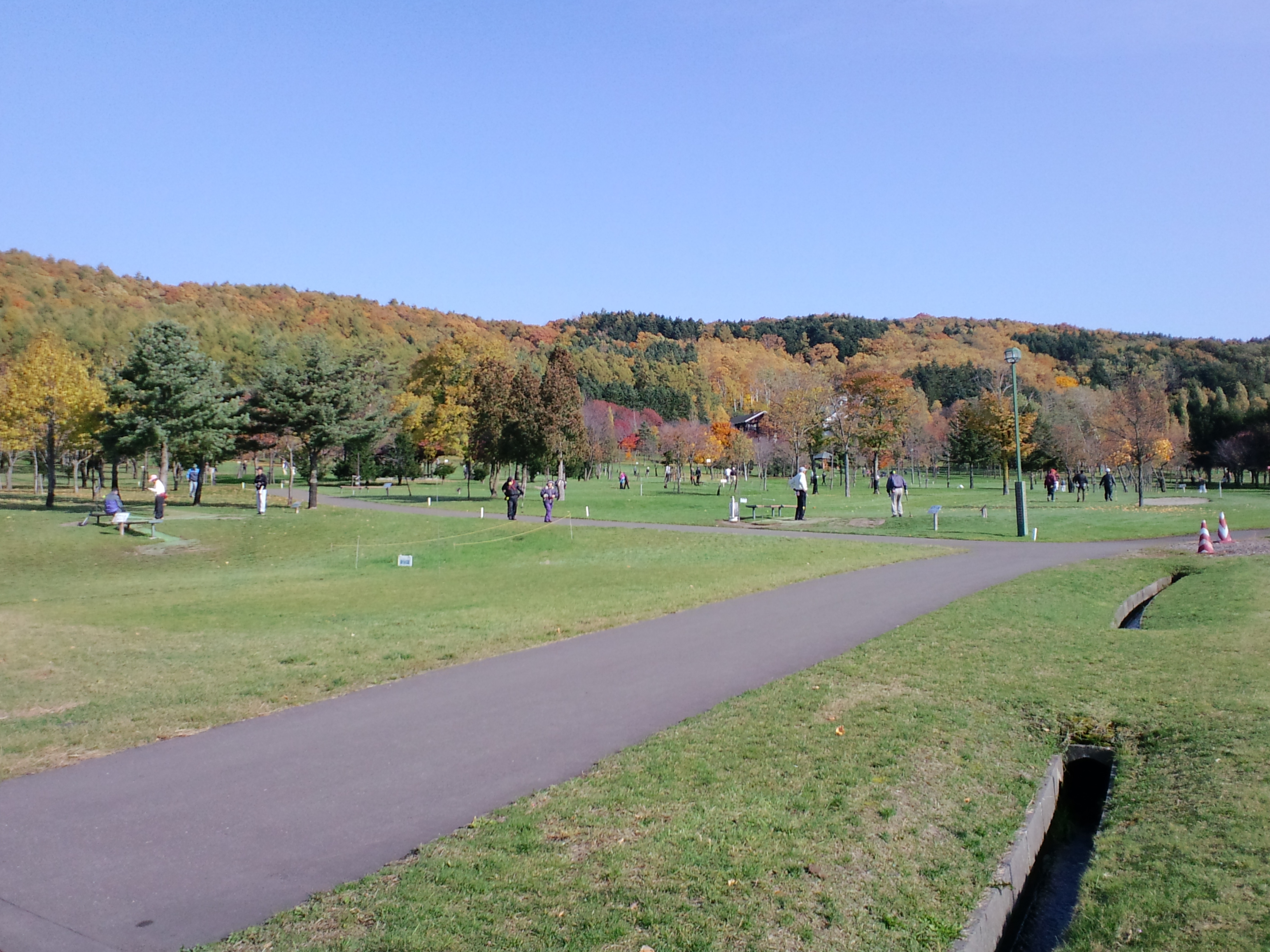
パークゴルフ場 ローズパーク（2013年7月）
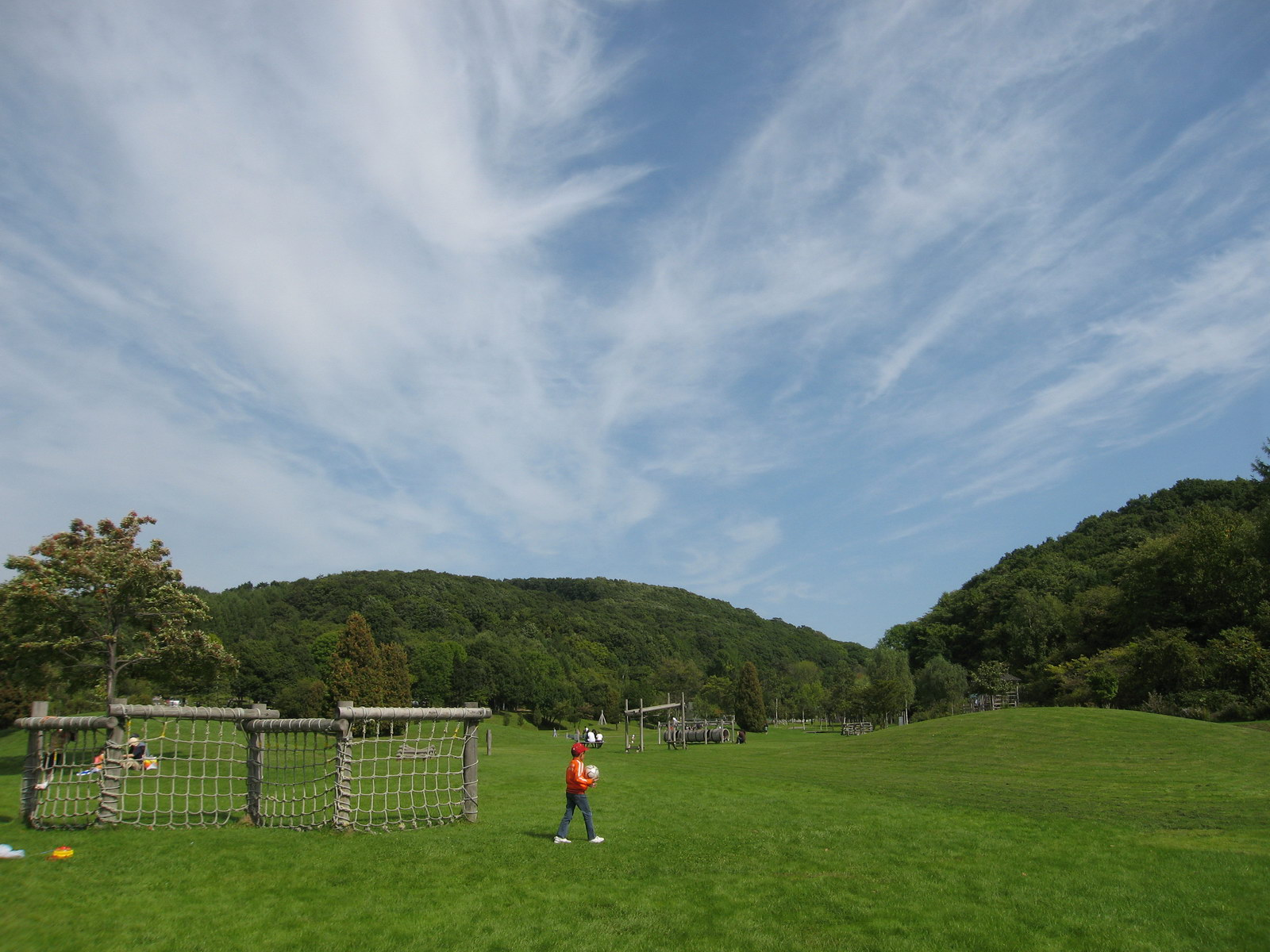
トリムコース 冒険の谷（2007年9月）
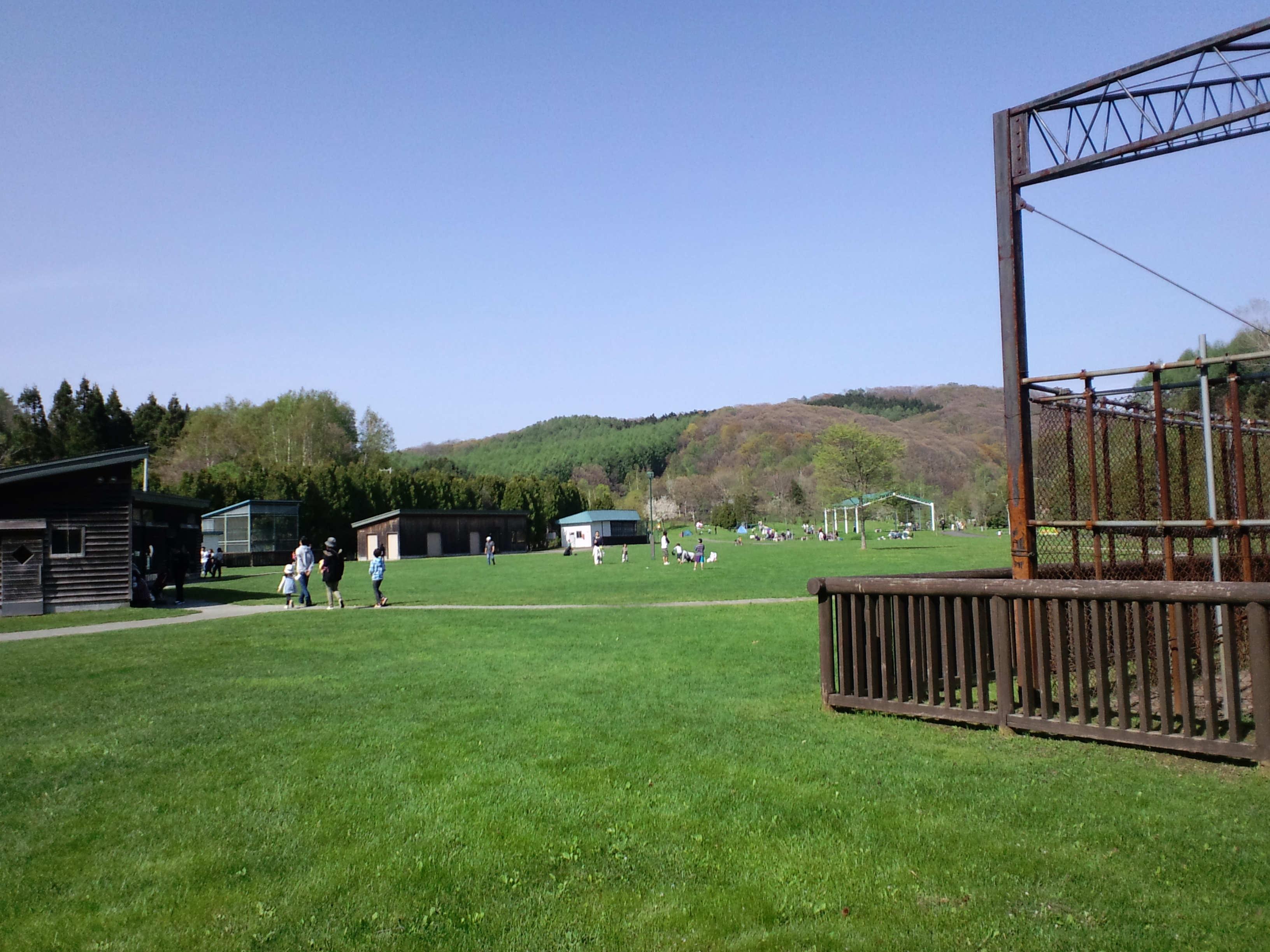
ふれあい広場（2013年5月）

## イベント
- いわみさわローズフェスタ（6月から7月）
- Sound Air（7月）
- いわみざわ彩花まつり（7月）
- JOIN ALIVE（7月）
- いわみざわ公園花火大会（8月）
- そらちワインピクニック（9月）

過去のイベント
- 北海道21世紀博覧会 - 1986年（昭和61年）6月22日から9月15日まで開催[7]。入場者は延べ135万人[21]。マスコットキャラクターは象を模した「トピアくん」。ワンダーワンダフルゾーン、プレイランドゾーン、レストランゾーンなどに会場を分け[7]、北海道の恵みをテーマとした北海道21世紀館[7]、村おこしや町おこしの成果を一堂に集めた北海道一村一品館[7]、現代中国を物語る日中友好バザール館[7]、兵馬俑館[7]、科学技術館[7]、未来情報館[7]、生活環境館などのパビリオンが建ち並んだ[7]。本博覧会の敷地と遊園地施設が閉会後に三井グリーンランド（2007年に北海道グリーンランドと改称）としてオープンした[8]。
  - 主催：岩見沢市、岩見沢商工会議所
  - 特別後援：北海道、北海道新聞社
  - テーマ：NEW AMBITIOUS　新時代への創造
  - スローガン：みえてくる。―新しいふれあいの遊トピア
- MUSIC ON! TV Diva's County in KITAON（2004年7月3日）
- フォークジャンボリー in いわみざわ（2003年-2011年7月 北海道文化放送主催）
- 情熱大陸SPECIAL LIVE SUMMER TIME BONANZA（2012-2014年8月）
- どさんこみらいフェス（2018年7月27・28日 札幌テレビ放送主催）